# Sobekhotep III
Sobekhotep III was een farao uit de 13e dynastie van de Egyptische oudheid.

## Biografie
Sobekhotep III is bekend van zeer veel objecten, toch regeerde hij maar voor drie jaar. De Turijnse koningslijst geeft hem een regeringsjaar. Van hem is bekend dat hij inscripties op de tempel van Montoe in Medamud heeft toegevoegd, en een kapel in el-Kab. In Sehel werd een altaar gevonden met zijn naam.
De familie van de koning is erg bekend. Zijn vader was een zekere Montoehotep, zijn moeder werd Jewetibaw genoemd. De koning had twee gemalinnen, Senebhenas en Neni. Van Neni is bekend dat ze twee dochters had, Jewetibaw en Dedtanuq. Opmerkelijk is dat Jewetibaw haar naam in een cartouche liet graveren, dit was de tweede keer in de Egyptische historie dat een koningsdochter deze eer kreeg.
Er zijn verschillende scarabees bekend met de naam van een officier tijdens de regering van Sobekhotep, het kan zijn dat het van Sobekhotep III zelf is van voor hij koning werd of de macht greep.
Sobekhotep III was de eerste van een aantal koningen die bekend werd om hun groot aantal artefacten. Ze produceerden diverse zegels en monumenten. Tijdens zijn regeringsperiode was Egypte redelijk stabiel.